# بونيا أحمد
رفيدة بونيا أحمد (بالإنجليزية: Bonya Ahmed)‏ (بالبنغالية:রাফিদা আহমেদ বন্যা) ، المعروفة باسم بونيا أحمد (من مواليد 1969)؛  ناشطة في مجال حقوق الإنسان ومؤلفة ومدونة بنغالية-أمريكية. 

## روابط خارجية
- نبذة عن موكتو منى نسخة محفوظة 24 يوليو 2019 على موقع واي باك مشين.
- مدونة بونيا أحمد
- بونيا أحمد على فيسبوك